# Panorpidae
Famille
Les Panorpidae sont une famille d'insectes de l'ordre des mécoptères.

## Liste des genres
Selon BioLib (13 mars 2024) :
- Aulops Enderlein, 1910
- Austropanorpa Riek, 1952 †
- Cerapanorpa Gao, Ma & Hua, 2016
- Dicerapanorpa Zhong & Hua, 2013
- Jurassipanorpa Ding, Shih & Ren, 2014
- Leptopanorpa MacLachlan, 1875
- Neopanorpa Weele, 1909
- Panorpa Linnaeus, 1758
- Sinopanorpa Cai, Huang & Hua, 2008
- Tutujasina Sukacheva, 1985

## Genres rencontrés en Europe
Selon Fauna Europaea :
- Aulops Enderlein, 1910 - dont Aulops alpina - syn. Panorpa alpina
- Panorpa Linnaeus, 1758 - les Panorpes ou mouches scorpions